# Sospensione del processo
La sospensione del processo è un istituto del diritto processuale civile italiano, del procedimento penale e del processo amministrativo.

## Processo civile

### Processo ordinario di cognizione

#### Sospensione necessaria
La sospensione necessaria (art 295 c.p.c.) è disposta dal giudice in presenza di una controversia pregiudiziale rispetto a quella pendente. Pertanto occorre fare riferimento al concetto tecnico giuridico di pregiudizialità, dovendosi individuare nella questione pregiudiziale, non solo l'astratta idoneità della medesima a influire direttamente nella soluzione della controversia principale "pregiudicata", ma altresì la necessità che essa, ex art 34 c.p.c, debba essere decisa con efficacia di giudicato (e non semplicemente incidenter tantum).In quel caso infatti avremo un nesso di pregiudizialità in senso tecnico giuridico tra le due cause, il quale imporrà al giudice di disporre la sospensione della causa pregiudicata in attesa della soluzione del suo "antecedente logico-giuridico" (da decidersi con efficacia di giudicato), corrispondente proprio alla causa pregiudiziale. A seguito della recente riforma, è stato eliminato il preciso riferimento alle possibili ipotesi di pregiudizialità insite nel nostro orientamento, in favore della clausola generale  espressa oggi dal nuovo art 295 c.p.c. 
Se non sussiste alcun dubbio in merito al fatto che possa esistere un'ipotesi di pregiudizialità tra cause civili (interne o esterne al medesimo processo), nonché tra cause civili e amministrative (purché in queste ultime si tratti di diritti soggettivi e non di meri interessi legittimi, mai condizionanti vicende che attengono a diritti soggettivi) sono alimentati dubbi e contrasti, in dottrina e giurisprudenza, in merito alla cosiddetta pregiudizialità tra cause civili e penali. Infatti, anche se da un lato la Corte di Cassazione ha più volte ribadito il principio di indipendenza tra giurisdizione civile e penale sulla base del dettato della norma dopo la revisione operata dalla riforma, buona parte della migliore dottrina ritiene che una possibile pregiudizialità penale nel processo civile possa ad ogni modo sussistere. Il legislatore del 2006 avrebbe infatti solo attenuato la precedente previsione di un necessario rapporto di pregiudizialità tra i due processi, senza estinguerla completamente. Infatti in relazione ad un medesimo fatto affrontato in un processo penale ed in uno civile, qualora nel primo si tratti di profili, idonei non solo ad integrare fattispecie di carattere penale, ma anche a essere rilevanti dal punto di vista civilistico quali fatti costitutivi, modificativi o estintivi di rapporti giuridici inerenti a diritti soggettivi, non potrebbe escludersi un rapporto di pregiudizialità.

#### Sospensione volontaria
La sospensione volontaria (art 296 c.p.c.) è disposta su istanza delle parti, ove sussistano giustificati motivi, per una sola volta, per un periodo non superiore a tre mesi; il giudice fissa l'udienza per la prosecuzione del processo medesimo.

### Processo esecutivo
La sospensione del processo esecutivo è disposta dal giudice in una pluralità di casi:
- ex art.624 c.p.c., il giudice dell'esecuzione sospende il processo, con ordinanza reclamabile, su istanza di parte, sussistendo gravi motivi e potendo egli imporre alla parte istante la prestazione di idonea cauzione.

- ex art.624 bis c.p.c., il giudice dell'esecuzione sospende il processo esecutivo con ordinanza sempre revocabile, su istanza di tutti i creditori muniti di titolo esecutivo, per una sola volta, per la durata massima di 24 mesi, sentito il debitore.

- ex art. 615 c.p.c., il giudice dell'opposizione al precetto sospende l'esecuzione anche in caso di semplice opposizione al precetto su istanza di parte e concorrendo gravi motivi.

- Inoltre la sospensione del processo esecutivo è disposta, in altre ipotesi speciali, dal giudice ell'esecuzione in ogni altro caso in cui la legge lo imponga.

## Procedimento penale

### Questioni pregiudiziali (art. 3 c.p.p.)
Quando la decisione dipende dalla risoluzione di una controversia sullo stato di famiglia o di cittadinanza, il giudice, se la questione è seria e se l'azione a norma delle leggi civili è già in corso, può sospendere il processo fino al passaggio in giudicato della sentenza che definisce la questione.
La sospensione è disposta con ordinanza soggetta a ricorso per cassazione. La corte decide in camera di consiglio.
La sospensione del processo non impedisce il compimento degli atti urgenti.

### Sospensione del processo a seguito di ricusazione (art. 41, comma 2 c.p.p.)
Fuori dei casi di inammissibilità della dichiarazione di ricusazione, la Corte dinanzi alla quale la dichiarazione è stata proposta può disporre, con ordinanza, che il giudice ricusato sospenda temporaneamente ogni attività processuale o si limiti al compimento degli atti urgenti.

### Sospensione del processo a seguito di rimessione (art. 47 c.p.p.)
In seguito alla presentazione della richiesta di rimessione, il giudice può disporre con ordinanza la sospensione del processo fino a che non sia intervenuta l'ordinanza che dichiara inammissibile o rigetta la richiesta. La Corte di cassazione può sempre disporre con ordinanza la sospensione del processo.
Il giudice deve comunque sospendere il processo prima dello svolgimento delle conclusioni e della discussione e non possono essere pronunciati il decreto che dispone il giudizio o la sentenza quando ha avuto notizia dalla Corte di cassazione che la richiesta di rimessione è stata assegnata alle sezioni unite ovvero a sezione diversa dall'apposita sezione di cui all'articolo 610, comma 1. Il giudice non dispone la sospensione quando la richiesta non è fondata su elementi nuovi rispetto a quelli di altra già rigettata o dichiarata inammissibile.
La sospensione del processo ha effetto fino a che non sia intervenuta l'ordinanza che rigetta o dichiara inammissibile la richiesta e non impedisce il compimento degli atti urgenti.
In caso di sospensione del processo si applica l'articolo 159 del codice penale e, se la richiesta è stata proposta dall'imputato, sono sospesi i termini di cui all'articolo 303, comma 1. La prescrizione e i termini di custodia cautelare riprendono il loro corso dal giorno in cui la Corte di cassazione rigetta o dichiara inammissibile la richiesta ovvero, in caso di suo accoglimento, dal giorno in cui il processo dinanzi al giudice designato perviene al medesimo stato in cui si trovava al momento della sospensione. Si osservano in quanto compatibili le disposizioni dell'articolo 304.

### Sospensione del procedimento per incapacità dell'imputato (art. 71 c.p.p.)
Se, a seguito degli accertamenti previsti dall'articolo 70, risulta che lo stato mentale dell'imputato è tale da impedirne la cosciente partecipazione al procedimento, il giudice dispone con ordinanza che questo sia sospeso, sempre che non debba essere pronunciata sentenza di proscioglimento o di non luogo a procedere.
Con l'ordinanza di sospensione il giudice nomina all'imputato un curatore speciale, designando di preferenza l'eventuale rappresentante legale.
Contro l'ordinanza possono ricorrere per cassazione il pubblico ministero, l'imputato e il suo difensore nonché il curatore speciale nominato all'imputato.
La sospensione non impedisce al giudice di assumere prove, alle condizioni e nei limiti stabiliti dall'articolo 70 comma 2. A tale assunzione il giudice procede anche a richiesta del curatore speciale, che in ogni caso ha facoltà di assistere agli atti disposti sulla persona dell'imputato, nonché agli atti cui questi ha facoltà di assistere.
Se la sospensione interviene nel corso delle indagini preliminari, si applicano le disposizioni previste dall'articolo 70 comma 3.
Nel caso di sospensione, non si applica la disposizione dell'articolo 75 comma 3.

### Sospensione del processo per sopravvenuta necessità di autorizzazione a procedere (art. 344, comma 3, c.p.p.)
Il giudice sospende il processo e il pubblico ministero richiede senza ritardo l'autorizzazione a procedere qualora ne sia sorta la necessità dopo che si è proceduto a giudizio direttissimo ovvero dopo che sono state formulate le richieste previste dalla prima parte del comma 1. Se vi è pericolo nel ritardo, il giudice provvede all'assunzione delle prove richieste dalle parti.

### Sospensione del dibattimento
Dalla sospensione del procedimento va tenuta distinta la sospensione del dibattimento (cui si rinvia).

## Processo amministrativo
Ex art. 79, comma 1, del codice del processo amministrativo (d.lgs. 104/2010), la sospensione del processo è disciplinata dal codice di procedura civile, dalle altre leggi e dal diritto dell'Unione europea.
| Vicende del processo civile italiano                                                                          |
| --- |
| Sospensione · Interruzione · Estinzione · Riunione e separazione · Trasferimento · Procedimento in contumacia |